# Isla de Mezcala
Isla de Mezcala är en ö i sjön Lago de Chapala i delstaten Jalisco, Mexiko. Den tillhör kommunen Tepatitlán de Morelos och är en populär turistdestination. På ön finns ruiner från ett fort från det Mexikanska frihetskriget.